# Aethes rubiginana
Aethes rubiginana is een vlinder uit de familie bladrollers (Tortricidae). De wetenschappelijke naam is voor het eerst geldig gepubliceerd in 1903 door Walsingham.
De soort komt voor in Europa.